# Can Preses
Can Preses o les Preses és un antic mas prop del veïnat de Llocalou, al costat de la pista que mena a Sant Martí de Capsec al terme de la Vall de Bianya (la Garrotxa). Arquitectònicament és d'estructura molt senzilla; és de planta rectangular i teulat a dues aigües amb els vessants vers les façanes laterals. Disposa de baixos, per guardar-hi el bestiar, pis per a habitatge i golfes. Va ser bastit amb pedra poc escairada i pedra volcànica; les obertures es troben repartides pels murs sense tenir en compte cap ordenació. El mas està envoltat de pallisses i cabanes.

## Història
L'any 1000 l'alou Preses va passar a ser del priorat de Santa Maria de Besalú; les terres de l'esmentat alou s'estenien des del mas Serrat al mas Socarrats i des d'aquest i El Parer a la ribera de Bianya.
El prior Fra Guerau establí l'any 1255 per Arnau de Presas dues peces de terra pròximes al seu mas. El maig de 1265, Fra Guillem, prior de Santa Maria, concedí a Pere de Roca, militar de Bellvespre, el dret de prendre l'aigua que necessités del molí de Bellvespre per regar llur mas Presas.
El mas va passar, per venda, als hereus del mas Roig i més tard a Guillem Collferrer d'Olot (1543). Aquest el va vendre cinc anys més tard a Pere Calm, de la parròquia de Sant Joan les Fonts, el primer dia de gener de 1548, restant des d'aleshores en poder de la família Calm.